# Dirk Feuerberg
Dirk Feuerberg (* 6. März 1963 in Berlin) ist ein deutscher Jurist und politischer Beamter. Er ist seit 2023 Staatssekretär in der Berliner Senatsverwaltung für Justiz und Verbraucherschutz.

## Leben

### Ausbildung
Dirk Feuerberg studierte von 1982 bis 1985 Rechtswissenschaften an der Freien Universität Berlin. Von 1985 bis 1988 absolvierte er das Referendariat im Kammergerichtsbezirk. Sodann war er von 1988 bis 1991 Assistent am Lehrstuhl für Straf- und Strafprozessrecht der Freien Universität Berlin.

### Laufbahn
Feuerberg trat 1991 in den Dienst der Staatsanwaltschaft Berlin. Dort war er zunächst von 1991 bis 1998 Dezernent und später zugleich stellvertretender Leiter der Abteilung für Gewalt-, Staatsschutz- und Friedensstörungsdelikte. Anschließend arbeitete er von 1999 bis 2000 als Dezernent und stellvertretender Leiter der Abteilungen für Rauschgiftkriminalität sowie von 2000 bis 2003 als Dezernent und stellvertretender Leiter der Abteilung für Organisierte Rauschgiftkriminalität. Im Anschluss wechselte er zur Generalstaatsanwaltschaft Berlin und war von 2003 bis 2011 Dezernent in Rechtssachen, gleichzeitig von 2004 bis 2011 zudem Referent für Auslieferungs- und Vollstreckungsangelegenheiten sowie Koordinator zur Bekämpfung der Organisierten Kriminalität in der Senatsverwaltung für Justiz.
Im Jahr 2012 wurde der damalige Oberstaatsanwalt Feuerberg vom Senator für Inneres und Sport, Frank Henkel (CDU), als Sonderermittler zur Aufklärung von möglichen Fehlern der Berliner Sicherheitsbehörden im Zusammenhang mit dem Nationalsozialistischen Untergrund (NSU) eingesetzt.
Von 2011 bis 2015 leitete er die Abteilung Organisierte Rauschgiftkriminalität bei der Staatsanwaltschaft Berlin. Er wurde 2015 unter Justizsenator Thomas Heilmann (CDU) als Leitender Oberstaatsanwalt der Vertreter des Generalstaatsanwalts Berlin und Leiter der Abteilung Staatsschutz, Terrorismus und Extremismus und war dies bis 2023.
Mit Wirkung vom 28. April 2023 wurde Feuerberg unter Senatorin Felor Badenberg (parteilos) zum Staatssekretär in der Berliner Senatsverwaltung für Justiz und Verbraucherschutz ernannt. Er ist zuständig für die Justiz.

### Persönliches
Feuerberg ist verheiratet und hat zwei Kinder.